# 디엔비엔푸 전투
디엔비엔푸 전투(베트남어: Chiến dịch Điện Biên Phủ / 戰役奠邊府, 1954년 3월 13일 - 5월 7일)는 제1차 인도차이나 전쟁의 승패를 결정지은 전투이다. 1953년 11월 프랑스는 하노이를 비롯한 홍강 삼각주 일대에서 라오스로 가는 길목을 차단하기 위해 베트남 서북부 산간지역인 디엔비엔푸에 주둔지를 설치했다. 보응우옌잡 장군이 이끄는 하노이 정부군의 라오스 침공을 저지하기 위해서였다. 1954년 3월 13일 보 장군은 디엔비엔푸 진지에 포격을 개시했으며, 2개월에 걸친 치열한 격전 끝에 5월 7일 프랑스 정부군이 하노이 정부군에 항복함으로써 전투는 막을 내린다. 이 전투로 말미암아 프랑스의 대 인도차이나 정책은 철수로 완전히 굳어지게 되었고, 1차 인도차이나 전쟁은 막을 내리게 되었다.

## 배경

### 전쟁의 전개
호찌민 정부측의 전략은 3단계 즉 1단계 방어, 2단계 세력균형, 3단계 총반격으로 이뤄져 있었다. 호찌민 정부의 판단으로는 1950년 초를 계기로 2단계 즉 세력균형이라는 목적은 완수되었다. 이는 중국 본토에서 중화인민공화국이 1949년 10월 최종적으로 승리하여 북경측의 군사적 지원이 가능해졌다는 점, 그리고 장기전 탓에 프랑스군이 미국의 군사 원조에 상당 부분 의존하고 있었다는 점 그리고 응우옌 왕조의 마지막 황제인 바오 다이 황제를 옹립한 사이공 정부가 결국 프랑스의 괴뢰 정부에 불과하다는 민족주의자의 판단 때문이었다. 따라서 하노이 정부측은 1950년 1월 총반격에 나섰다.
호찌민 정부군의 최고 지휘관은 보 장군이었다. 얼마 안 가 프랑스 지배 하의 홍 강 삼각주의 상당 부분은 호찌민 정부군에 의해 함락되었고, 1950년 12월까지는 통킹 지방의 북부 산악 지역을 포함한 홍강 삼각주 지역이 거의 완전히 장악되었다. 이때까지 프랑스군의 전사자는 1만 6천 명에 달했다.

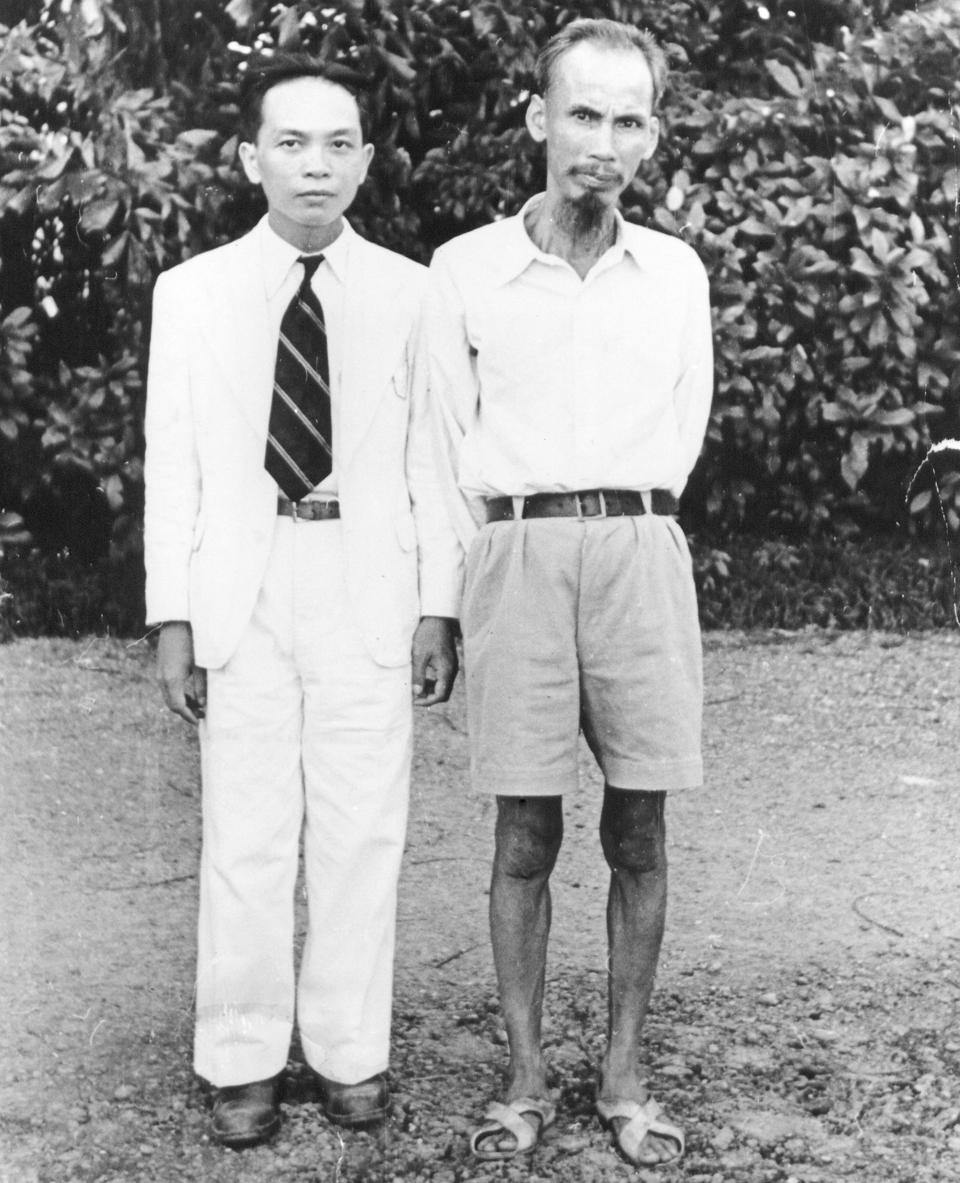
보응우옌잡(Võ Nguyên Giáp, 왼쪽)과 호찌민(Hồ Chí Minh, 오른쪽)

1951년 2월 베트남 민주공화국의 전국대회에서 베트남 혁명의 목표는 제국주의 타도, 독립과 통일의 완수, 빈농에 대한 토지 분배, 사회주의 토대 구축 등으로 선포되었다. 1945년 비공식 조직으로 전환되었던 인도차이나 공산당은 베트남 노동당으로 바뀌었다. 한편, 프랑스군은 장 드 라트르 드 타시니 (Jean de Lattre de Tassigny) 장군의 지휘 하에 홍 강 삼각주를 수비하기 위한 대규모 방어선을 설치했다. 그러나 이미 전세는 호찌민 정부군에 크게 유리해져 있었다. 라트르 장군은 병을 얻어 같은 해 12월 프랑스로 돌아가고 말았다.
후임인 라울 살랑 장군은 1952년 10월 방어선에 의지한 채 열세에 처해 있는 전황을 타개하기 위해 방어선 너머 산악지대를 겨냥한 로렌 작전을 시도했다. 이 작전은 3만 명에 달하는 병력을 투입하고서도 병력 부족과 보급의 난조로 보응우옌잡군에 큰 타격을 주지 못했다. 전선은 다시 델타의 방어선으로 축소되었다.
1953년 7월에는 앙리 나바르 장군이 후임으로 임명되었다. 이때 이미 프랑스군은 보의 게릴라 전술에 맞서기에는 병력이 크게 모자란 상황이었으며 정보면에서도 호찌민 정부군이 프랑스군의 이동상황을 확실히 파악하고 있을 정도로 크게 열세에 있었다. 나바르는 북부의 산악지대에 간간이 공세를 취하기도 했지만, 그의 기본 계획은 호찌민 정부군의 주력부대를 저지하기 위한 요새를 구축하는 데 있었다.

### 디엔비엔푸 요새
당시 보 장군은 라오스 침공을 준비하고 있었다. 후일 베트남 전쟁에서도 사용된 호찌민 루트처럼 라오스를 이용해 중부 베트남을 우회하여 코친차이나의 비엣민 게릴라 부대와 힘을 합쳐 사이공의 바오 다이 정부를 전복시키기 위해서였다. 나바르는 이를 저지하기 위해 베트남 서북 변경을 봉쇄하려 했고, 그 위치를 디엔비엔푸로 골랐다. 1953년 11월 1만 1천 명의 프랑스군이 주둔하면서 프랑스측의 작전이 시작되었다. 이 요새는 너무나 외진 곳이었기 때문에 비행기로만 병력과 물자의 수송이 가능했다. 그러나 나바르 장군은 호찌민 정부군 1개 사단 정도의 공격이 있을 것으로 예상했으며, 이 경우 프랑스군의 우세한 화력과 공군력을 통해 충분히 승리할 수 있다는 판단을 했기에 그에 개의치 않았다.
호찌민 정부측은 1954년 4월에 제네바에서 있을 강대국들의 회의에 주목했다. 이 자리에서 그들은 동아시아 문제에 대해 광범위하게 논의할 것으로 알려졌기 때문이다. 게다가 프랑스측은 장기전으로 말미암은 국내 여론의 악화와 재정악화에 시달렸으며 국내 경기마저도 불황에 빠져 있었다. 호찌민 정부측은 전투의 승리가 협상을 자신들에게 유리하게 이끌 방법이라는 것을 알았다.

## 전투의 과정

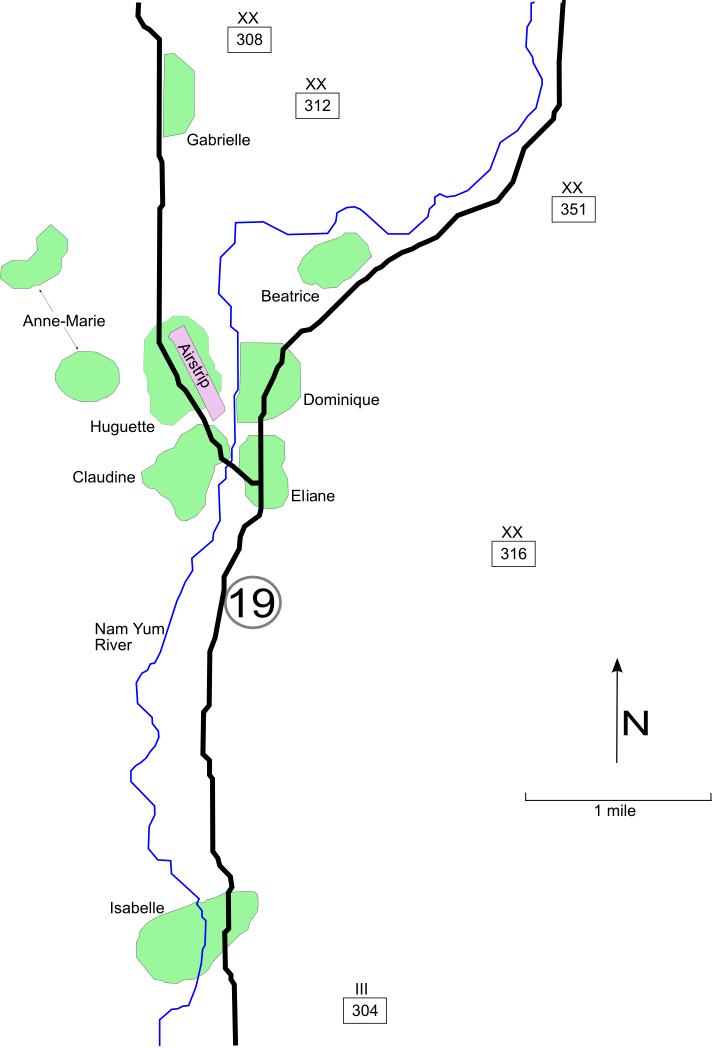
1954년 3월 현재 프랑스군의 배치. 프랑스군은 녹색으로 표시된 언덕에 요새를 구축하고 있었다. Isabelle 요새는 매우 위험할 정도로 고립되어 있었다. 비엣민 군은 다섯 갈래(304, 308, 312, 316, 351)로 나뉘어 동쪽과 북쪽을 포위했다. 이 지역에서 비엣민 군은 프랑스군의 진지를 훤히 들여다볼 수 있었으며 프랑스군의 진지에 효과적인 포격도 가할 수 있었다.

장비의 열악함으로 인해, 처음 전투에서 베트남 독립군의 희생이 컸지만, 전투가 장기화될 수록, 베트남 독립군은 프랑스 식민군을 포위하기에 이르러, 프랑스 군대는 이도저도 못하는 상황이 되었다. 아래 지도에서 나오듯 보 장군의 군대는 다섯 개 사단이었으며 보병사단 4개, 기갑사단 1개로 구성돼 있었다. 총병력은 5만에 달했다. 우거진 밀림과 산악지형을 통한 은폐를 통하여 호찌민 정부군은 프랑스군에게 발각되거나 저지당하지 않고 포위를 완수할 수 있었다. 프랑스 식민군은 장비가 비교적으로 열악한 베트남 독립군이 패주를 하자, 프랑스 식민군은 이에 방심해 디엔비엔푸에 들어섰다.
디엔비엔푸 전투는 1954년 3월 13일에 시작되었다. 베트민은 분당 50발의 포를 발사했고, 압도적 포병 화력에 의해 프랑스군의 북동쪽 전초진지가 순식간에 함락되었다. 베트민군의 초반 공세 이후 프랑스군도 반격을 가하긴 했지만, 결국 디엔비엔푸에 있던 프랑스군은 보응우옌지압 장군이 이끄는 베트민군에게 포위되면서 1954년 5월 7일 결국 프랑스군은 항복한다.

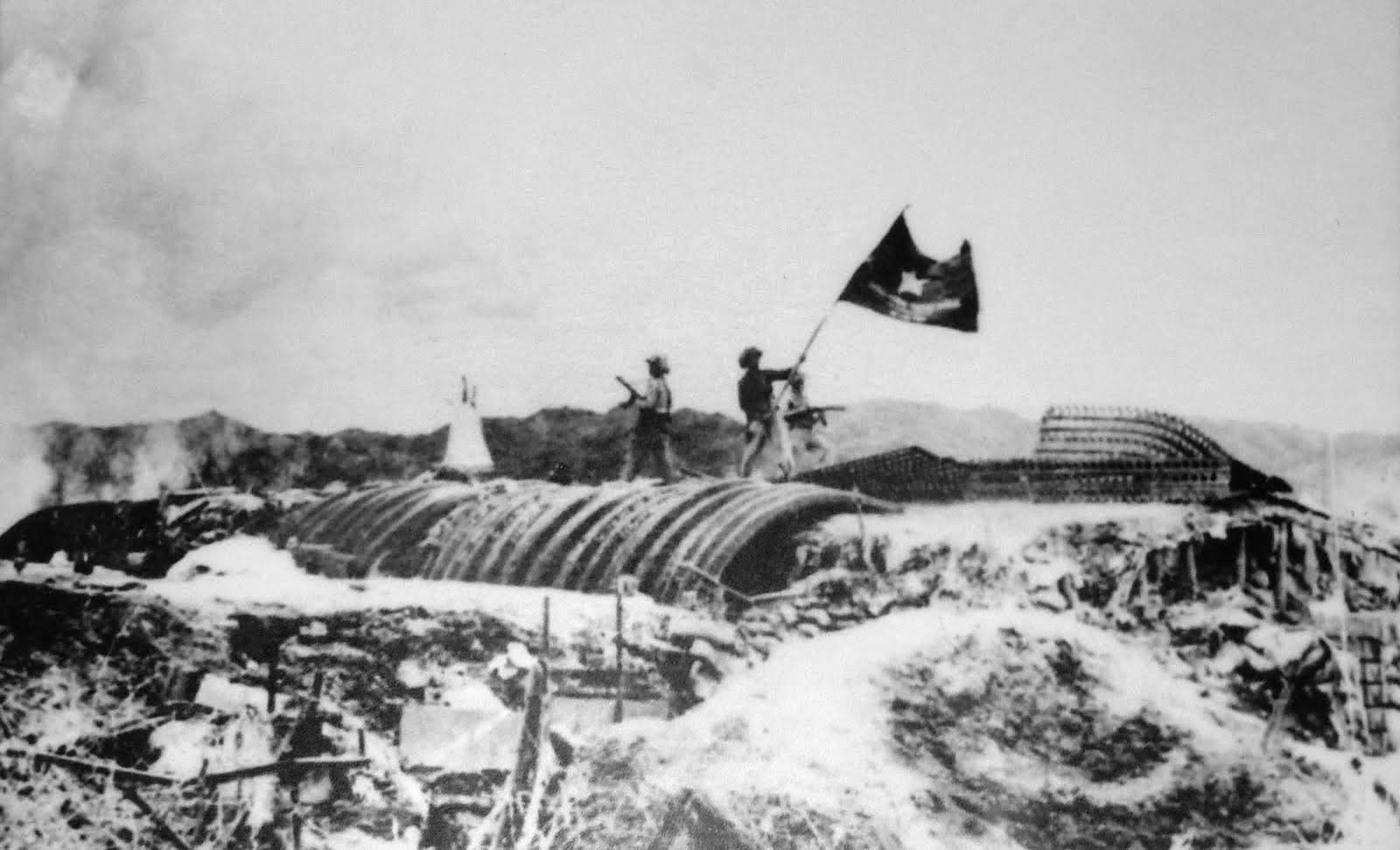
베트남군은 디엔비엔푸에서 승리의 깃발을 게양했다. (1954년 5월 7일)

## 같이 보기
- 라인배커 II 작전

### 미디어 링크
- 디엔비엔푸 전투 (샤를TV) (한국어)